# Будешть
Будешть, Будешті (рум. Budești) — місто у повіті Келераш в Румунії. Адміністративно місту підпорядковані такі села (дані про населення за 2002 рік):
- Апрозь (1248 осіб)
- Бучумень (702 особи)
- Грую (910 осіб)

Місто розташоване на відстані 36 км на південний схід від Бухареста, 69 км на захід від Келераші.

## Населення
За даними перепису населення 2002 року у місті проживали 9702 особи.
Національний склад населення міста:
| Національність            | Кількість осіб | Відсоток |
| ------------------------- | -------------- | -------- |
| румуни                    | 7660           | 79,0%    |
| цигани                    | 2038           | 21,0%    |
| турки                     | 1              | < 0,1%   |
| не вказали національність | 2              | < 0,1%   |

Рідною мовою назвали:
| Мова      | Кількість осіб | Відсоток |
| --------- | -------------- | -------- |
| румунська | 9582           | 98,8%    |
| циганська | 119            | 1,2%     |
| турецька  | 1              | < 0,1%   |

Склад населення міста за віросповіданням:
| Релігія        | Кількість осіб | Відсоток |
| -------------- | -------------- | -------- |
| православні    | 9663           | 99,6%    |
| п'ятдесятники  | 28             | 0,3%     |
| бретрени       | 4              | < 0,1%   |
| римо-католики  | 2              | < 0,1%   |
| греко-католики | 2              | < 0,1%   |
| адвентисти     | 2              | < 0,1%   |

## Зовнішні посилання
- Дані про місто Будешть на сайті Ghidul Primăriilor [Архівовано 15 травня 2012 у Wayback Machine.]